# 77 Frigga
77 Frigga este un asteroid din centura principală, descoperit pe 12 noiembrie 1862, de Christian Peters.